# 1946-os magyar teniszbajnokság
Az 1946-os magyar teniszbajnokság a negyvenhetedik magyar bajnokság volt. A bajnokságot augusztus 1. és 9. között rendezték meg Budapesten, az UTE pályáján.

## Eredmények
| Versenyszám  | Arany                                        | Arany | Ezüst                                                       | Ezüst | Bronz                                                                                           | Bronz |
| ------------ | -------------------------------------------- | ----- | ----------------------------------------------------------- | ----- | ----------------------------------------------------------------------------------------------- | ----- |
| Férfi egyéni | Asbóth József BBTE                           |       | Szigeti Ottó Újpesti TE                                     |       | Forró Mihály Újpesti TEFrigyessy Tibor Újpesti TE                                               |       |
| Női egyéni   | Körmöczy Zsuzsa BEAC                         |       | Wolfné Peterdy Márta BBTE                                   |       | dr. Fejér Sarolta MAFCdr. Hidassy Dezsőné BEAC                                                  |       |
| Férfi páros  | Asbóth József, Szigeti Ottó BBTE, Újpesti TE |       | Ádám András, Fehér Kálmán BBTE                              |       | dr. Dallos György, Frigyessy Tibor Újpesti TEDallos Béla, Tornyay Tibor BBTE                    |       |
| Női páros    | Körmöczy Zsuzsa, dr. Paksy Józsefné BEAC     |       | Wolfné Peterdy Márta, dr. Gallner Ferencné BBTE, Újpesti TE |       | Csendes Józsefné, Christián Ottilia BEAC, BBTEdr. Fejér Sarolta, dr. Hidassy Dezsőné MAFC, BEAC |       |
| Vegyes páros | Asbóth József, Körmöczy Zsuzsa BBTE, BEAC    |       | Frigyessy Tibor, dr. Gallner Ferencné Újpesti TE            |       | Fehér Kálmán, dr. Fejér Sarolta BBTE, MAFCSzigeti Ottó, Wolfné Peterdy Márta Újpesti TE, BBTE   |       |